# Шайок
Шайок — река в северном Ладакхе (Индия) и Гилгит-Балтистане (Пакистан). Приток Инда. Длина — 550 км.

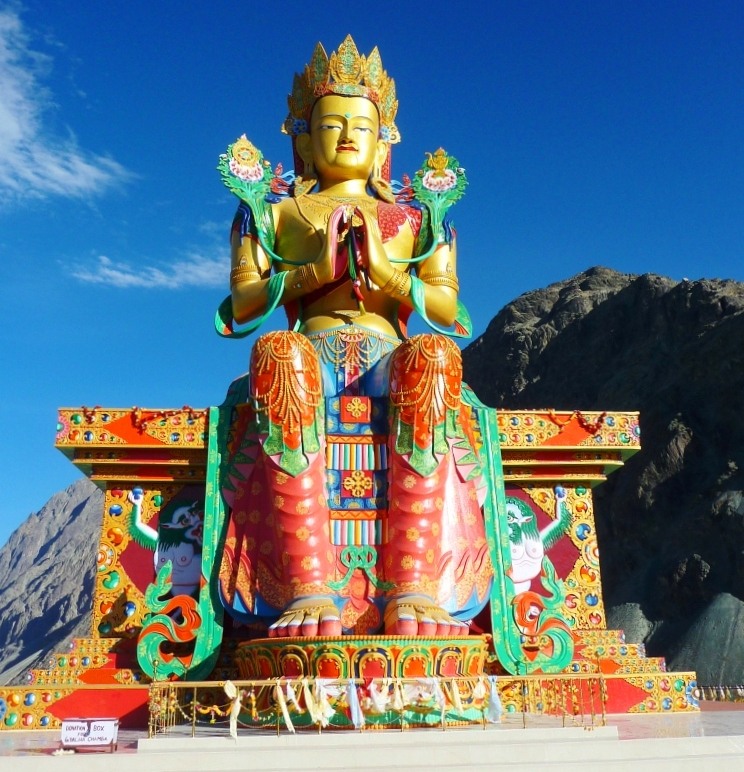
35-метровая статуя Майтрея на берегах Шайока обращена к Пакистану

Бассейн Шайока

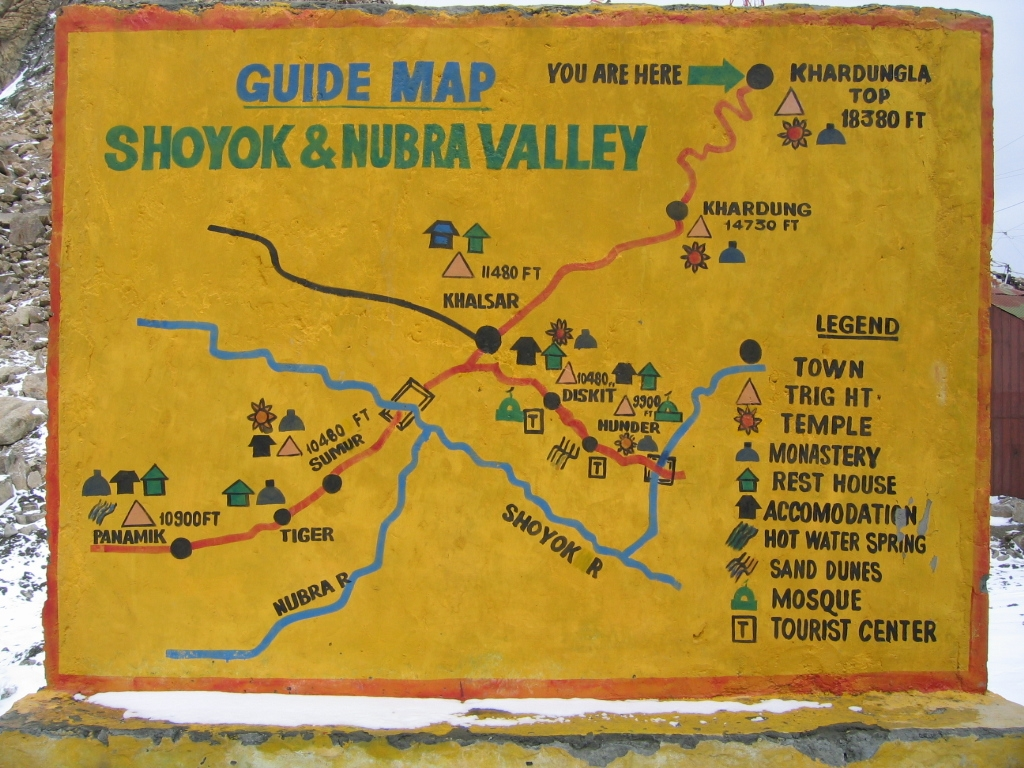
Карта на дороге

Шайок вытекает из ледника Римо, одного из языков Сиачена. Расширяется после слияния с Нуброй. Вытекая из ледника, она течёт на юго-восток до хребта Пангонг, где поворачивает на северо-запад и течёт параллельно своему предыдущему руслу. Река течёт по долине и втекает в узкое ущелье Чалунка, протекает через Туртук и Тякши до того, как попасть на территорию Пакистана. У Кериса впадает в Инд, восточнее города Скарду.
Нубра вытекает из Сиачена и течёт как Шайок. У Терита на юго-востоке Нубра поворачивает на северо-запад и впадает в Шайок. Сходства их течения указывают на древний разлом, прошедший с северо-запада на юго-восток и разделивший верховья рек. В реках Инд и Шайок находятся отложения четвертичного периода, представляющие большую ценность для геологов.

## Притоки
- Нубра
- Чангченмо
- Цзялэвэньхэ
- Сидагоу
- Тяньнаньхэ
- Чипчак